# Philosophie occidentale
La philosophie occidentale désigne la pensée philosophique et son élaboration en Occident, se distinguant ainsi de la philosophie orientale ou d'autres tendances diverses observées chez plusieurs peuples autochtones.
Le terme est récent et est inventé pour désigner la pensée philosophique de la civilisation occidentale depuis ses racines grecques, en Grèce antique (voir philosophie antique) et couvrant éventuellement une grande partie du globe incluant l'Amérique du Nord et l'Australie. Le mot « philosophie » est lui-même originaire de la Grèce antique : philosophia (φιλοσοφία), littéralement, « amour de la sagesse » (φιλεῖν - philein « aimer » et σοφία - sophia « sagesse », aussi dans le sens de la connaissance, du savoir ordonné et de l'éthique).
Dans son sens contemporain, la philosophie occidentale désigne les deux traditions contemporaines de la philosophie : la philosophie analytique et la philosophie continentale.